# 红毛兔儿风
红毛兔儿风（学名：Ainsliaea elegans var. strigosa）为菊科兔儿风属下的一个变种。